# Élections législatives de 1968 en Vaucluse
Les élections législatives françaises de 1968 se déroulent les 23 et 30 juin 1968. Dans le département de Vaucluse, trois députés sont à élire dans le cadre de trois circonscriptions.

## Élus
| Circonscription | Député sortant | Parti | Parti       | Député élu ou réélu | Parti | Parti |
| --------------- | -------------- | ----- | ----------- | ------------------- | ----- | ----- |
| 1re             | Henri Duffaut  |       | FGDS (SFIO) | Jean-Pierre Roux    |       | UDR   |
| 2e              | Léon Ayme      |       | FGDS (SFIO) | Georges Santoni     |       | UDR   |
| 3e              | Fernand Marin  |       | PCF         | Jacques Bérard      |       | UDR   |

## Résultats

### Résultats à l'échelle du département
| Parti          | Parti                                           | Premier tour | Premier tour | Second tour | Second tour | Sièges |
| Parti          | Parti                                           | Voix         | %            | Voix        | %           | Sièges |
| -------------- | ----------------------------------------------- | ------------ | ------------ | ----------- | ----------- | ------ |
|                | Union pour la défense de la République          | 69 198       | 44,25        | 82 445      | 52,55       | 3      |
|                | Union des républicains de progrès               | 69 198       | 44,25        | 82 445      | 52,55       | 3      |
|                |                                                 |              |              |             |             |        |
|                | Section française de l'Internationale ouvrière  | 30 497       | 19,50        | 52 467      | 33,44       | 0      |
|                | Parti radical                                   | 9 280        | 5,93         | Retrait     | Retrait     | 0      |
|                | Fédération de la gauche démocrate et socialiste | 39 777       | 25,43        | 52 467      | 33,44       | 0      |
|                |                                                 |              |              |             |             |        |
|                | Parti communiste français                       | 34 565       | 22,10        | 21 969      | 14,00       | 0      |
|                | Parti radical                                   | 9 738        | 6,23         | Retrait     | Retrait     | 0      |
|                | Parti socialiste unifié                         | 3 115        | 1,99         |             |             | 0      |
|                |                                                 |              |              |             |             |        |
| Inscrits       | Inscrits                                        | 196 570      | 100,00       | 196 646     | 100,00      | 3      |
| Abstentions    | Abstentions                                     | 36 144       | 18,39        | 34 500      | 17,54       |        |
| Votants        | Votants                                         | 160 426      | 81,61        | 162 146     | 82,46       |        |
| Blancs et nuls | Blancs et nuls                                  | 4 033        | 2,51         | 5 265       | 3,25        |        |
| Exprimés       | Exprimés                                        | 156 393      | 97,49        | 156 881     | 96,75       |        |

### Résultats par circonscription

#### Première circonscription (Avignon)
| Candidat       | Candidat              | Parti          | Premier tour | Premier tour | Second tour | Second tour |  |
| Candidat       | Candidat              | Parti          | Voix         | %            | Voix        | %           |  |
| -------------- | --------------------- | -------------- | ------------ | ------------ | ----------- | ----------- |  |
|                | Jean-Pierre Roux élu  | UDR (URP)      | 26 321       | 44,95        | 30 275      | 51,64       |  |
|                | Henri Duffaut sortant | FGDS (SFIO)    | 19 224       | 32,83        | 28 351      | 48,36       |  |
|                | Claude Mesliand       | PCF            | 11 039       | 18,85        | Retrait     | Retrait     |  |
|                | Jean Santi            | PSU            | 1 969        | 3,36         |             |             |  |
|                |                       |                |              |              |             |             |  |
| Inscrits       | Inscrits              | Inscrits       | 73 759       | 100,00       | 73 747      | 100,00      |  |
| Abstentions    | Abstentions           | Abstentions    | 13 747       | 18,64        | 13 814      | 18,73       |  |
| Votants        | Votants               | Votants        | 60 012       | 81,36        | 59 933      | 81,27       |  |
| Blancs et nuls | Blancs et nuls        | Blancs et nuls | 1 459        | 2,43         | 1 307       | 2,18        |  |
| Exprimés       | Exprimés              | Exprimés       | 58 553       | 97,57        | 58 626      | 97,82       |  |

#### Deuxième circonscription (Carpentras)
| Candidat       | Candidat            | Parti          | Premier tour | Premier tour | Second tour | Second tour |  |
| Candidat       | Candidat            | Parti          | Voix         | %            | Voix        | %           |  |
| -------------- | ------------------- | -------------- | ------------ | ------------ | ----------- | ----------- |  |
|                | Georges Santoni élu | UDR (URP)      | 18 902       | 38,59        | 25 044      | 50,94       |  |
|                | Léon Ayme sortant   | FGDS (SFIO)    | 11 273       | 23,02        | 24 116      | 49,06       |  |
|                | Maurice Charretier  | Rad            | 9 738        | 19,88        | Retrait     | Retrait     |  |
|                | Francis Liotaud     | PCF            | 7 921        | 16,17        | Retrait     | Retrait     |  |
|                | Robert Lagier       | PSU            | 1 146        | 2,34         |             |             |  |
|                |                     |                |              |              |             |             |  |
| Inscrits       | Inscrits            | Inscrits       | 61 836       | 100,00       | 61 927      | 100,00      |  |
| Abstentions    | Abstentions         | Abstentions    | 11 786       | 19,06        | 10 981      | 17,73       |  |
| Votants        | Votants             | Votants        | 50 050       | 80,94        | 50 946      | 82,27       |  |
| Blancs et nuls | Blancs et nuls      | Blancs et nuls | 1 070        | 2,14         | 1 786       | 3,51        |  |
| Exprimés       | Exprimés            | Exprimés       | 48 980       | 97,86        | 49 160      | 96,49       |  |

#### Troisième circonscription (Orange)
| Candidat       | Candidat              | Parti          | Premier tour | Premier tour | Second tour | Second tour |  |
| Candidat       | Candidat              | Parti          | Voix         | %            | Voix        | %           |  |
| -------------- | --------------------- | -------------- | ------------ | ------------ | ----------- | ----------- |  |
|                | Jacques Bérard élu    | UDR (URP)      | 23 975       | 49,07        | 27 126      | 55,25       |  |
|                | Fernand Marin sortant | PCF            | 15 605       | 31,94        | 21 969      | 44,75       |  |
|                | Vincent Alessandrini  | FGDS (Radical) | 9 280        | 18,99        | Retrait     | Retrait     |  |
|                |                       |                |              |              |             |             |  |
| Inscrits       | Inscrits              | Inscrits       | 60 975       | 100,00       | 60 972      | 100,00      |  |
| Abstentions    | Abstentions           | Abstentions    | 10 611       | 17,4         | 9 705       | 15,92       |  |
| Votants        | Votants               | Votants        | 50 364       | 82,6         | 51 267      | 84,08       |  |
| Blancs et nuls | Blancs et nuls        | Blancs et nuls | 1 504        | 2,99         | 2 172       | 4,24        |  |
| Exprimés       | Exprimés              | Exprimés       | 48 860       | 97,01        | 49 095      | 95,76       |  |